# تشيانسيانو تيرمي
تشيانسيانو تيرمي (بالإنجليزية: Chianciano Terme)‏ هي بلدية في مقاطعة سيينا في منطقة توسكاني الإيطالية، وتقع على بعد حوالي 90 كيلومترا (56 ميل) جنوب شرق فلورنسا وحوالي 50 كيلومترا (31 ميل) جنوب شرق سيينا. وتقع بين فالديشيانا وفأل دورسيا.
يحد شيانسيانو تيرمي البلديات التالية: شيوسي، مونتيبوليتشيانو ، بينزا ، سارتيانو.

## تاريخ
يعود تاريخ تشيانسيانو تيرمي إلى القرن الخامس قبل الميلاد، عندما بنى الإتروسكان معبداً مخصصاً لإله الصحة الجيدة، على مقربة من ينابيع سيلين حيث يقف الربع الجديد من تشيانسيانو (قسم تيرم) اليوم.
أصبحت أخبار القوة العلاجية لمياه شيانسيانو معروفة جيدا خلال العصور الرومانية، حيث زار هوراس المنطقة بناء على نصيحة من طبيبه خلال القرن الأول قبل الميلاد. بنيت الفيلات الرومانية الفاخرة في المنطقة بالقرب من الحمامات الحرارية.
هناك القليل من الأدلة الأثرية على الكثير من النشاط خلال العصور الوسطى، ولكن، بحلول القرنين الثاني عشر والثالث عشر، كان شيانسيانو ينتمي إلى مانينتي كونتس، لوردات سارتيانو. وكان موقفها القريب من فيا فرانسيجينا (الصلة الرئيسية من روما إلى فرنسا في العصور الوسطى) سبباً في تعزيز تطورها، ووصلت شيانسيانو إلى درجة من الاستقلال القضائي بحلول عام 1287 عندما أنشأت نظامها الأساسي.
في القرن الرابع عشر، تنازعت مدينتا أورفيتو وسيينا من أجل ذلك، حيث كانت سيينا المنتصر النهائي.
لقد شهدت العقود الأولى من القرن العشرين المنطقة المحيطة بالينابيع (قسم تيرمي) والتي تلفت انتباه المطورين. بين عامي 1920 و1930 تم بناء مؤسسات الكلاسيكية الجديدة مع بومبيان الطراز، ثم دمرت في عام 1940 عندما استولت الدولة التي تسيطر عليها الفاشية. بينما كانت تحت سيطرة الدولة، تم تصميم خطة بلدة جديدة من قبل المهندسين المعماريين لوريتي ومارشي، الذين صمموا أيضا بعض البزات في حديقة اكوا سنتا. تم تعديل خطة المدينة من قبل المكتب التقني لبلدة شيانسيانو في عام 1958 وتم تمريرها في عام 1961.

## المعالم السياحية الرئيسية
لدى شيانسيانو تيرمي في الوقت الحاضر منطقتان متميزتان. شيانسيانو فيتشيا (Chianciano القديمة) تقع على تلة صغيرة. بورتا ريفيليني، مع بنية عصر النهضة الجميلة، هي البوابة الرئيسية إلى المدينة في نهاية فيا دانتي. على النقيض من هذا هو الربع الحديث، التيرمي، التي نمت نواة حول الينابيع الحرارية وتمتد شمالا في شكل الهلال على طول فالي ديلا ليبرتاو نحو المدينة القديمة.
على النقيض من هذا هو الحي الحديث، تيرمي، التي نمت نواتها حول الينابيع الحرارية وتمتد شمالًا في شكل هلال على طول وادي ديلا ليبيرتا نحو المدينة القديمة. كنيسة إيماكولاتا، التي تم ترميمها في عام 1588 بعد الغزو الفلورنسي لسيينا، كانت ذات مرة تضم اللوحات Annunciation من قبل نيكولو بيتي ، Holy Family  من قبل غالغانو بيريجناني، Madonna of the Peace  المنسوبة إلى لوكا سينورلي. وهذه الأعمال كلها موجودة حاليا في متحف كنيسة كوليجياتا في سان جيوفاني باتيستا، وهو مبنى روماني - غوثي له بوابة ملحوظة. وهو يحتضن فريسكو المشهد المقدس (القرن السادس عشر)، وصليب من القرن الرابع عشر، ومسيح ميت خشبي من قِبَل جوزيبي بالياري (1783). إن كنيسة مادونا ديلا روزا تأخذ اسمها ("مادونا الوردة") من فرسان يصورون العذراء التي تعطي الوردة للطفل، وهو عمل سيد من القرن الخامس عشر. ومن الفنانين السينيين أيضاً مادونا ديلي كاركيري (القرن الرابع عشر).
اليوم، يعتبر قسم تيرمي من بين أفضل المنتجعات الصحية في إيطاليا مع منتجعاتها، والعديد من الفنادق، وخاصة مياهها العلاجية التي تشتهر بتطهير الكبد من خلال زيادة إنتاج وإفراز الصفراء في الكبد. ومن بين المنتجعات الأكثر بروزاً: أكوا سانتا، أكوا فوكولي، أكوا سيلين، أكوا سانتيسيما (التي تعلن أيضاً عن كونها منتجعاً لأولئك الذين يعانون من مشاكل في الجهاز التنفسي)، و وأكوا سانت إلينا )التي تعلن أن بيكربونات الكالسيوم القلوية في مياهها يمكن ان تعالج مشاكل الكلى والمسالك البولية).
يعد متحف شيانسيانو للفن هو أيضا مركز جذب مثير للاهتمام، مع مجموعة كبيرة من الفن المعاصر والقديم، بما في ذلك العديد من القطع ذات الأهمية التاريخية. وقد أثنت عليه المجلات الفنية والصحف في جميع أنحاء العالم، بما في ذلك نيويورك تايمز.

## علاقات دولية

### المدن التوأم - المدن الشقيقة
وتشيانسانو ترمي توأمة مع:
- Mariánské Lázně, Czech Republic

## معرض

تشيانشانو تيرمي
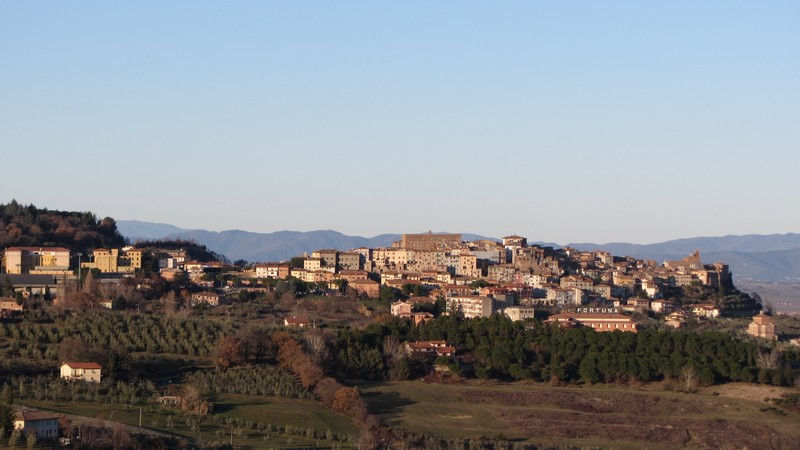
المدينة القديمة
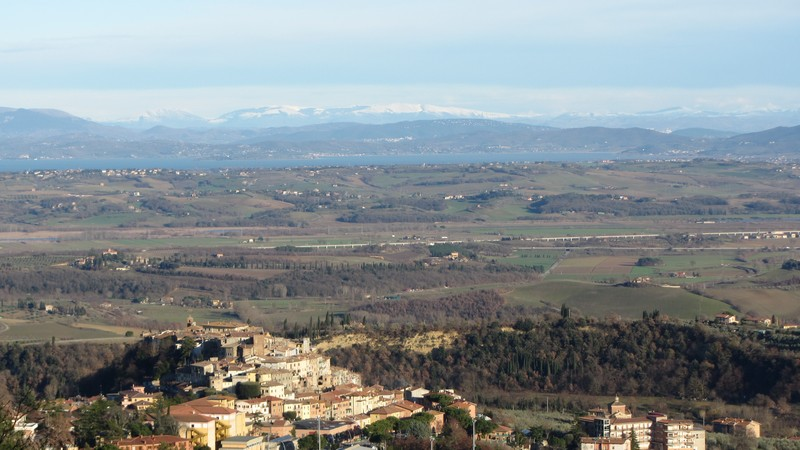
معاينة
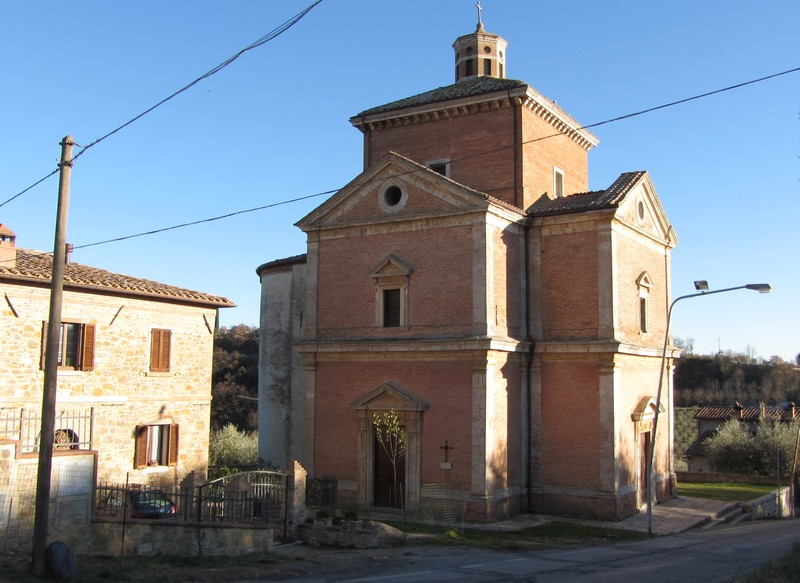
كيزا ديلا مادونا ديلا روزا (شيانشانو تيرمي)
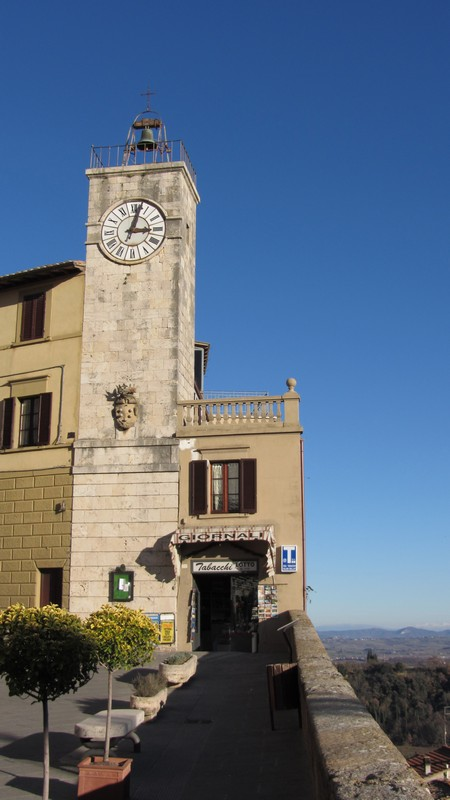
البرج القديم
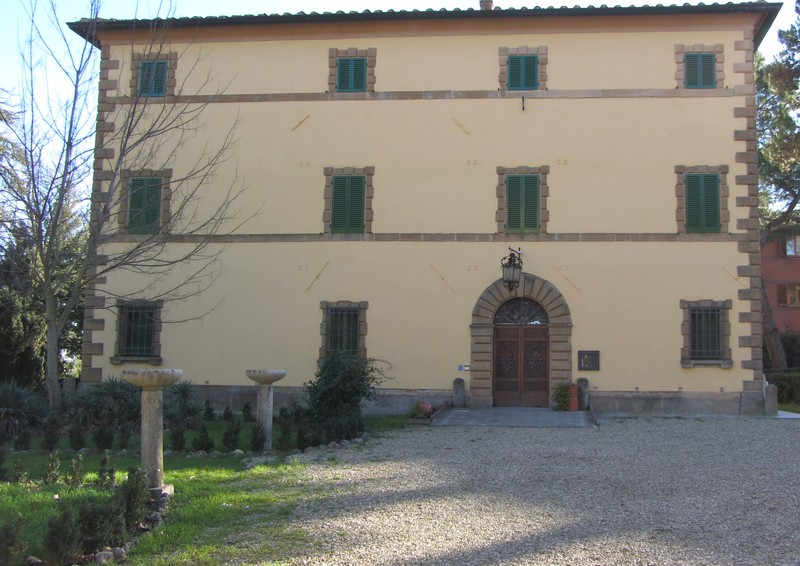
فيلا سيمونشي

## روابط خارجية
- الموقع الرسمي باللغة الإيطالية
- http://www.museoetrusco.it/
- http://www.museodarte.org/

بلديات